# Municipio de Bar
El Municipio de Bar (en italiano: Comuna di Antivari) es uno de los veintitrés municipios en los que se encuentra dividido Montenegro. Su capital y ciudad más importante es Bar.

## Geografía
El municipio se encuentra localizado en el sureste de Montenegro, en la línea costera situado a las orillas del Mar Adriático. Limita al norte con el Lago Skadar, al sur con el Mar Adriático y el Municipio de Budva, al este con el Municipio de Ulcinj, y al oeste con el Municipio de Budva y el de Cetiña.

## Demografía
El municipio tiene una población de 42.048 habitantes según el censo realizado en el año 2011, la localidad más importante es la de Bar que cuenta con 17.727 habitantes. 